# Michael McCusker
Michael McCusker (23 giugno 1966) è un montatore statunitense.
Fu candidato per la prima volta all'Oscar al miglior montaggio nel 2006 per il film Quando l'amore brucia l'anima - Walk the Line. Nel 2020 vince il suo primo Oscar per il film Le Mans '66 - La grande sfida insieme al collega Andrew Buckland. Per quest'ultimo film vinse anche il Satellite Awards e il Premio BAFTA.

## Filmografia
- Quando l'amore brucia l'anima - Walk the Line (Walk the Line), regia di James Mangold (2005)
- Quel treno per Yuma (3:10 to Yuma), regia di James Mangold (2007)
- Australia, regia di Baz Luhrmann (2008)
- Hesher è stato qui (Hesher), regia di Spencer Susser (2010)
- Innocenti bugie (Knight and Day), regia di James Mangold (2010)
- The Amazing Spider-Man, regia di Marc Webb (2012)
- Wolverine - L'immortale (The Wolverine), regia di James Mangold (2013)
- Get on Up - La storia di James Brown (Get on Up), regia di Tate Taylor (2014)
- 13 Hours: The Secret Soldiers of Benghazi, regia di Michael Bay (2016)
- La ragazza del treno (The Girl on the Train), regia di Tate Taylor (2016)
- Logan: The Wolverine (Logan), regia di James Mangold (2017)
- Le Mans '66 - La grande sfida (Ford v Ferrari), regia di James Mangold (2019)
- Il giorno sbagliato (Unhinged), regia di Derrick Borte (2020)
- Sweet Girl, regia di Brian Andrew Mendoza (2021)
- Indiana Jones e il quadrante del destino (Indiana Jones and the Dial of Destiny), regia di James Mangold (2023)